# Popis mirovnih sporazuma
| Nadnevak            | Naziv                                     | Potpisnici                                                                    | Rat koji je zaključen                                         | Napomena |  |
| ------------------- | ----------------------------------------- | ----------------------------------------------------------------------------- | ------------------------------------------------------------- | --- |  |
| 19. veljače 1291.   | Sporazum iz Tarascona                     | papa Nikola IV. Filip IV. Francuski Karlo II. Napuljski Alfons III. Aragonski | Aragonski križarski rat                                       | |  |
| 1393.               | mirovni ugovor iz Đakova                  | Žigmund Luksemburški Stjepan Dabiša                                           |                                                               | |  |
| 1412.               | sporazum iz Lubowle 1412.                 |                                                                               |                                                               | |  |
|                     | mir u Radkersburgu                        |                                                                               |                                                               | |  |
| 19. srpnja 1463.    | mir u Bečkom Novom Mjestu                 | Matija Korvin Fridrik III.                                                    | austrijsko-ugarski rat 1477. – 1488.                          | rat Matije Korvina i austrijskog vojvode Fridrika III. |  |
| ožujka 1478.        | mir u Brnu                                | Matija Korvin Vladislav II. Jagelović                                         | češki rat 1468. – 1478.                                       | Nacrt mirovnog sporazuma iz Olomouca. |  |
| 2. travnja 1479.    | mir iz Olomouca                           | Matija Korvin Vladislav II. Jagelović                                         | češki rat 1468. – 1478.                                       | potvrdio je mir iz Brna |  |
| 7. studenoga 1491.  | Požunski mir                              | Vladislav II. Maksimiljan I. Habsburgovac                                     | rat za hrvatsko-ugarsku krunu                                 | Potpisan 7. studenoga 1491., većina plemstva potvrdila i prihvatila 7. ožujka 1492. |  |
| 1495.               | primirje u Pečuhu                         | Vladislav II. Osmanlije                                                       | osmanski pohodi i osvajanja po Hrvatskoj, Ugarskoj i Austriji | Ovo je bilo samo trogodišnje primirje. |  |
| 1538.               | mir u Velikom Varadinu                    | Ferdinand Ivan Zapolja                                                        | Građanski rat u Hrvatskoj i Ugarskoj 1527. – 1538.            | Zapolji priznato kraljevanje u dijelu Ugarske gdje je vladao, Ferdinandu priznato pravo na Slavoniju, Hrvatsku i Dalmaciju, a po Zapoljinoj smrti i Ugarska; rođenjem sina Zapolja prenosi prava na sina Ivana Sigismunda, a ne na Ferdinanda |  |
| 23. lipnja 1606.    | Bečki mir 1606.                           | Stjepan Bočkaj nadvojvoda Matija                                              | Bočkajev ustanak                                              | Mađari su dobili konstitutivna i vjerska prava i povlastice u Sedmogradskoj (Erdelju) i Kraljevini Ugarskoj, Bočkaj je priznat kao sedmogradski knez, a Erdeljcima ubuduće priznato pravo birati svoje neovisne kneževe.                      |  |
| 11. studenoga 1606. | Žitvanski mir                             | Habsburška Monarhija Osmansko Carstvo                                         | Dugi rat                                                      | |  |
| 29. ožujka 1632.    | Sporazum u Saint-Germain-en-Layeu (1632.) | Francuska Engleska                                                            |                                                               | |  |
| 9. ožujka 1617.     | Stolbovski mir                            | Carska Rusija Švedska                                                         | rusko-švedski rat                                             | |  |
| 1. srpnja 1661.     | Kardiški mir                              | Carska Rusija Švedska                                                         | rusko-švedski rat                                             | |  |
| 30. siječnja 1667.  | Andrusovski mir                           | Carska Rusija Poljska-Litva                                                   | rusko-poljski rat                                             | |  |
| 1679.               | mir u Nimwegenu                           |                                                                               |                                                               | |  |
| 1697.               | mir u Rijswicku                           |                                                                               |                                                               | |  |
| 1699.               | mir u Srijemskim Karlovcima               | Sveto Rimsko Carstvo Erdelj Mletačka Republika Tursko Carstvo                 |                                                               | |  |
| 26. svibnja 1711.   | Szátmarski mir                            |                                                                               |                                                               | s Rakoczijevim ustanicima |  |
| 12. veljače 1825.   | sporazum iz Indian Springsa               | Creek i još neki Indijanci SAD (Virginia)                                     |                                                               | |  |
| 1718.               | Požarevački mir                           | Habsburška Monarhija Tursko Carstvo Mletačka Republika                        |                                                               | |  |
| 18. rujna 1739.     | Beogradski mir                            | Habsburška Monarhija Tursko Carstvo                                           | neprijateljstva nakon Rusko-turskog rata 1735. – 1739.        | |  |
| 29. rujna 1739.     | mir iz Niša                               | Rusko Carstvo Tursko Carstvo                                                  | rusko-turski rat 1735. – 1739.                                | |  |
| 3. ožujka 1918.     | mir u Brest-Litovsku                      | boljševička Rusija Središnje Sile                                             |                                                               | |  |
| 28.lipnja 1919.     | Versajski ugovor                          | Antanta Njemačka                                                              |                                                               | |  |
| 4. lipnja 1920.     | Trianonski sporazum                       | Antanta Mađarska                                                              |                                                               | |  |
| 10. kolovoza 1920.  | mirovni ugovor u Sèvresu                  | Antanta Tursko Carstvo                                                        |                                                               | |  |
| 17. rujna 1978.     | sporazum iz Camp Davida                   | Egipat Izrael                                                                 |                                                               | |  |
| 18. ožujka 1994.    | Washingtonski sporazum                    | HVO Armija BiH                                                                | bošnjačko-hrvatski sukob                                      | |  |
| 29. ožujka 1994.    | Zagrebački sporazum                       | Hrvatska pobunjeni Srbi                                                       |                                                               | |  |
| 14. prosinca 1995.  | Daytonski sporazum                        |                                                                               | Domovinski rat Rat u BiH                                      | |  |